# الشعوب (ذي السفال)

تعديل مصدري - تعديل

الشعوب هي إحدى قرى عزلة وادي ضباء بمديرية ذي السفال التابعة لمحافظة إب، بلغ تعداد سكانها 226 نسمة حسب تعداد اليمن لعام 2004.